# 大堂区
大堂区（ポルトガル語: Freguesia da Sé）は、マカオ特別行政区のマカオ半島南部に位置する堂区の一つであり、マカオ政府やセナド広場、聖ポール天主堂跡など歴史的・行政的に重要な施設が集まる地域である。カトリックマカオ教区の本拠である大堂（聖母誕生大堂）も所在し、堂区の名称の由来となっている。
大堂区は面積約0.9平方キロメートルとマカオ内で最も狭い区域の一つだが、金融、観光、行政の中心地として高い人口密度と都市機能を有する。世界遺産に登録された「マカオ歴史地区」の多くがこの区域内に含まれる。

## 歴史
大堂区は、マカオにおいて最も古い定住地の一つとされており、16世紀にポルトガル人が初めて入植した時代から、カトリック布教活動の重要拠点として機能してきた。特に、1557年にポルトガルがマカオを租借して以降、大堂は宗教的・行政的中心地としての役割を果たし、周辺には宣教師施設や教育機関が整備された。
19世紀から20世紀初頭にかけて、大堂区には欧風建築の官庁や銀行などが建設され、ポルトガル系住民の文化的・社会的中枢として発展した。また、南灣（Praia Grande）一帯はマカオ政財界の中核を成し、歴史的街並みと近代的都市機能が共存するエリアとなった。
2005年には「マカオ歴史地区」の一部として、区内の複数建築物や通りがユネスコ世界文化遺産に登録され、観光と文化保護の両面で注目を集めている。